# Orthotrichum keeverae
Orthotrichum keeverae là một loài rêu trong họ Orthotrichaceae. Loài này được H.A. Crum & L.E. Anderson mô tả khoa học đầu tiên năm 1956.